# Frank Zappa
Frank Vincent Zappa, ameriški skladatelj, kitarist in filmski režiser, * 21. december 1940, Baltimore, Maryland, ZDA, † 4. december 1993, Laurel Canyon, Los Angeles, Kalifornija, ZDA.
Zappa se je v svoji več kot 30-letni karieri dokazal kot ploden in izstopajoč glasbenik, skladatelj in vodja banda. Njegov opus zajema veliko glasbenih zvrsti, saj je igral in pisal glasbo za rock bande, jazzovske zasedbe, sintetizatorje, simfonične orkestre ter ustvarjal konkretno glasbo. Poleg tega je ustvarjal še kratke filme, glasbene videe in naslovnice za albume.
Zappa je sam produciral skoraj vse izmed svojih šestdesetih albumov, ki jih je izdal skupaj z Mothers of Invention ali kot solo glasbenik. Večkrat je bil nominiran za grammyja, leta 1988 pa ga je prejel za najboljši rock instrumentalni nastop na albumu Jazz From Hell. Po smrti so ga leta 1995 dodali v Rock and Roll Hall of Fame ter mu čez dve leti podelili grammyja za življenjsko delo. Leta 2005 ga je revija Rolling Stone uvrstila na 71. mesto na lestvici stotih najboljših glasbenikov vseh časov.
Glede politike se je Zappa imenoval za »praktičnega konzervativca«, podpiral je kapitalizem in samostojno podjetništvo. Bil je tudi velik kritik splošnega izobraževalnega sistema in organizirane religije. Zavzemal se je za svobodo govora in ukinitev cenzure, kar se je kazalo tudi v njegovi glasbi, ki je bila skeptična do politike.
Poročen je bil s Kathryn »Kay« Sherman (1960–1964; brez otrok), od leta 1967 pa z Adelaide Gail Sloatman, s katero je ostal do smrti v decembru 1993 zaradi raka na prostati. Imela sta štiri otroke Moon Unit, Dweezil, Ahmet Emuukha Rodan in Diva Thin Muffin Pigeen. Gail Zappa vodi podjetje Zappa Family Trust.
Zappovo delo je stilno zelo raznoliko in se giblje med rockom, avantgardo 20. stoletja, žanrom jazz fusion in sodobno resno glasbo. Bil je tudi zelo odmevna osebnost v medijih, predvsem zaradi svojega humorja, satire, absurdizma, visokokakovostne ravni glasbe, rock opere itd.

## Življenjepis

### Zgodnje življenje in vplivi
Frank Zappa se je rodil v Baltimoru, Maryland, 21. decembra 1940 Francisu Zappi (rojen v Partinicu, Sicilija) in Rose Marie Colimore (ki je bila tričetrt italijanske krvi, vključno s sicilijanskimi koreninami ter četrt Francozinja). Bil je najstarejši izmed štirih otrok (imel je še dva brata in sestro). Ko je bil še otrok, se je njegova družina pogosto selila, saj je njegov oče, kemik in matematik, v ameriški obrambni industriji zamenjal veliko služb.
Kot otrok je bil Zappa pogosto bolan, pestile so ga astma, bolečine v ušesih in problemi s sinusi. Leta 1952 se je družina preseljevala predvsem zaradi Frankove astme. Najprej so se ustalili v Montereyu v Kaliforniji, potem so zamenjali več krajev: Claremont, El Cajon, San Diego. V tem času so starši Franku kupili gramofon, kar je zbudilo njegovo zanimanje za glasbo, saj je začel zbirati vinilke. Prav tako je imela nanj velik vpliv televizija, kar se v njegovem kasnejšem delu kaže v citatih iz špic različnih oddaj ter reklamnih spotov.
Prve plošče, ki jih je Zappa začel zbirati, so bili singli R&B-ja. Tako je začel ustvarjati veliko zbirko, ki jo je dopolnjeval do konca življenja. Zanimali so ga tudi razni instrumenti, še posebej pa so ga privlačili zvoki bobnov in tolkala. Pri dvanajstih, ko je dobil mali boben, se je začel učiti osnove orkestralnih tolkal. Za klasično glasbo se je začel zanimati po tem, ko ga je zanjo navdušil članek v reviji LOOK, kjer je bila opisana kompozicija Ionisation Edgarda Varèsa, in sicer z naslednjimi besedami: »čudna mešanica bobnov in drugih neprijetnih zvokov«. Zappa je ploščo z Varèsovo glasbo našel po celoletnem iskanju; tako se je začela njegova ljubezen do modernih klasikov.
Zappa je odraščal v enaki meri pod vplivom avantgardistov, kot so Varèse, Igor Stravinski in Anton Webern, kot tudi pod vplivom lokalnih R&B- in doo woop skupin ter modernega jazza. Tudi skozi svojo kariero je pogosto zavračal mainstream in bil do njega kritičen, na socialnem, političnem in glasbenem področju, kar je kazal tudi v svojih satiričnih pesmih in albumih, kjer se je posmehoval iz psihedelije, bubblegum popa, rock opere in disca.
Leta 1955 se je Zappova družina preselila v Lancaster, kmetijsko mesto ob puščavi Mojave. Frankova mati ga je spodbujala pri njegovem zanimanju za glasbo. Sicer ni marala Varèsove glasbe, vendar mu je kljub temu za petnajsti rojstni dan podarila telefonski klic s skladateljem. Na žalost je bil Varès ta čas v Evropi, zato se je Frank pogovarjal z njegovo ženo. Pozneje je od njega prejel še pismo v katerem se mu je skladatelj zahvalil za zanimanje in mu pripovedoval o kompoziciji »Déserts«, ki jo je tisti čas ustvarjal. Povabil ga je tudi na srečanje v New Yorku, vendar se nista nikoli srečala, saj je Varèse leta 1965 umrl. Zappa je obdržal pismo do konca življenja.
Do 15-ega leta je Zappa obiskoval šest različnih srednjih šol. Kot dijak se je velikokrat dolgočasil in motil pouk z otročjim spakovanjem. Fakulteto je zapustil po prvem semestru, tako je celo življenje zavračal formalno izobraževanje. Svoje otroke je vodil v šolo le do njihovega 15-ega leta, saj ni hotel plačati nadaljnjega šolanja.
Zappovo zanimanje v skladanje je z leti raslo, v zadnjem letu šolanja je že skladal, pisal aranžmaje in dirigiral avantgardne koncerte za šolski orkester.
Med šolanjem na Mission Bay High School v San Diegu, se je Zappa kot bobnar pridružil svoji prvi skupini, The Ramblers. Kljub temu, da je bil v poznejši karieri predvsem pevec in kitarist, se vpliv klasične glasbe na bobnanje kaže tudi v njegovih poznejših bandih, ki so bili znani po odličnih bobnarjih in tolkalistih. Njegova dela, kot npr. »The Black Page«, so znana po zapletenih ritmih, hitrih spremembah tempa, hitrih in počasnih udarcih, različnih prehodih in improvizacijah.
Med šolanjem na Antelope Valley High School leta 1956 je Zappa spoznal Dona Van Vlieta (bolj znanega pod umetniških imenom Captain Beefheart). Takrat je igral v lokalni skupini The Blackouts. Njihov član je bil tudi Euclid James »Motorhead« Sherwood, ki je bil pozneje član Mothers of Invention. Zappa in Van Vliet sta postala dobra prijatelja, sodelovala sta na nekaterih njunih albumih v poznih šestdesetih in sedemdesetih, npr. Van Vlietov album Trout Mask Replica, ki ga je produciral Zappa, in album Bongo Fury Mothers of Invention iz leta 1975. Pozneje sta se odtujila, vendar sta ostala v kontaktu do Zappove smrti.
Leta 1957 je Zappa prejel svojo prvo kitaro. Med drugimi je nanj vplival Johnny »Guitar« Watson, ki ga je Zappa povabil k sodelovanju na mnogih albumih. Razvil je svojevrsten inovativen stil igranja ter tako postal eden najbolj cenjenih električnih kitaristov svojega časa.
Junija 1958 je kratek čas delal v oglaševanju, kar je prav tako vplivalo na njegovo delo v naslednjih letih. Oglaševalne tehnike je skupaj z elementi dadaizma in nadrealizma uporabljal v svoji glasbi, prav tako pa tudi na nekaterih naslovnicah svojih albumov in svojih filmih ter glasbenih videih.
Leta 1959 se je preselil v Los Angeles in tam prebil ostanek življenja.

### Šestdeseta
Med Zappovimi prvimi profesionalnimi snemanji je bila tudi filmska glasba za dva nizkoproračunska filma The World's Greatest Sinner (1962) in Run Home Slow (1965). Leta 1963 je začel s poklicnim igranjem okoli Los Angelesa. Kupil je manjši snemalni studio Pal Recording Studio v Cucamongi ter ga preimenoval v »Studio Z«. Začel je z vsakodnevnim rutinskim 12-urnim delom, kar je pozneje počel še večino življenja.
Medtem je dobil ponudbo 100 $ za glasbo na fantovščini. Zappa in njegova prijateljica sta posnela posnetek z nepravo »erotično« vsebino. Na žalost je bila stranka policist pod krinko in je Zappa preživel deset dni v zaporu, ker naj bi dobavljal pornografske posnetke. Ta dogodek je bil le eden v vrsti mnogih, ki so ga izoblikovali v proti-oblastniško osebnost.
Po kratki karieri profesionalnega pisca pesmi - njegovo elegijo »Memories of El Monte« je posnela Doo-wop skupina The Penguins - se je kot kitarist leta 1964 pridružil lokalni R&B-skupini The Soul Giants. Kmalu je prevzel vodstvo skupine in preimenoval skupino v The Mothers. Postopoma so postajali bolj znani na Los Angeleski »underground freak« sceni in leta 1965 jih je opazil Tom Wilson, znan producent izvajalcev kot sta Bob Dylan in Simon & Garfunkel. Wilson je bil v tistem času eden redkih Afro-Američanov, ki so delali za znano založbo. Privedel jih je k založbi Verve, ki je uživala sloves modernih jazz plošč v štiridesetih in petdesetih, zdaj pa se je odločila da spodbudi razvoj popa in rocka, predvsem v umetniški in eksperimentalni smeri. Založba Verve je nepopustljivo vztrajala, da se je bend preimenoval v The Mothers of Invention, saj je beseda »Mother« pomenila okrajšavo za »motherfucker« (dobesedno »mamojebač«), ki pa je v pogovornem jeziku pomenila dobrega glasbenika. V tistem času se je Zappa seznanil z dolgoletnim menedžerjem Herbom Cohenom.
S producentom Wilsonom so The Mothers posneli svoj prvi dvojni album Freak Out! (1966), mešanico R&B-ja, doo-wopa in eksperimentiranja. Pesmi na tem albumu povezuje skupna tema. Wilson je skupaj z Zappo produciral tudi drugi album, Absolutely Free (1967), na tretjem pa je sodeloval le kot izvršilni producent, Zappa pa je prevzel produciranje naslednjih The Mothers in solo albumov. Pravzaprav je bil tudi na prvih dveh albumih Zappa odgovoren za vse odločitve glede glasbe, Wilson pa mu je pomagal pri vstopu v glasbeno industrijo ter mu priskrbel finančne vire. Takrat je Wilson Zappo seznanil z The Animals; sodeloval je pri pesmi »All Night Long« na njihovem albumu Animalism (1966).
Zappov drugi in tretji album sta prelomna v rabi »cut-up« tehnike (rezanje trakov ipd.). Na Absolutely Free je Zappa nadaljeval s pesmimi, ki so govorile o hinavščini in konformnosti ameriške družbe, s prikrito alegoričnim namigovanjem na »undeground« oz. alternativno kulturo. Naslednji album, We're Only In It For The Money (1968), vsebuje nekaj najbolj nenavadnih montaž v pop glasbi. Z njim je Zappa satirično kritiziral hipije in flower power pojavo. Naslovnica je parodija na Sgt Pepper's Lonely Hearts Club Band od The Beatles.
Istega leta je Zappa posnel še dva albuma: Lumpy Gravy kot solo album (pod imenom Francis Vincent Zappa ) in doo-wop album Cruising with Ruben & the Jets z The Mothers. Na Lumpy Gravy, posnetem z orkestrom so uporabljene nove snemalne tehnike, Zappa je za njegovo montažo porabil devet mesecev.
V poznih šestdesetih se je Zappa izoblikoval kot umetnik. Še več se je ukvarjal z montažo. Na dvojnem albumu Uncle Meat je skladba »King Kong«, ki je zmontirana iz raznih studijskih in koncertnih posnetkov. Zappa je svoj skladateljski pristop imenoval »konceptualna kontinuiteta«, saj je njegova glasba zajemala elemente mnogih različnih zvrsti. Besedila so bila satirična, melodije prevzete iz popa, na instrumentalne dele pa je vplivala improvizacija iz jazza. Pogosto se njegov zvok tega časa zaradi neurejenih montaž zdi kaotičen, v ozadju se razločijo tudi monologi, vse skupaj pa ustvarja razpoznaven kritičen koncept.
Znan je postal po posnemanju glasbenih fraz, ki so ga navdušile - ena njegovih najbolj znanih in pogostih »citatov« je bil rif iz dolgoletnega hita v šestdesetih »Louie Louie«, ki se velikokrat ponovi v različnih oblikah skozi njegovo celotno kariero. Primeri takih pesmi so še: »My Sharona«, »Stayin' Alive«, »Do You Really Want to Hurt Me?«, »Let's Dance«, »Whip It«, »Owner of a Lonely Heart« ter klasična dela kot so npr. Pomladno obredje, Boléro in The Planets.
V poznih šestdesetih je začel tudi redno snemati svoje koncerte in si sčasoma nabral obsežen arhiv koncertnih posnetkov. V osemdesetih so bili nekateri izdani v zbirki dvanajstih CD-jev You Can't Do That on Stage Anymore. Zaradi njegove strogosti pri natančnem oglaševanju in usklajevanju instrumentov na koncertih je v sedemdesetih lahko studijske posnetke kombiniral s koncertnimi in obratno. Pozneje je tudi kombiniral posnetke različnih skladb v nove kompozicije, ne glede na tempo ali takt. To je poimenoval ksenohronija (ang. xenochrony).
Čeprav so jih kritiki in glasbeniki hvalili, mnogi so jih tudi posnemali, mainstream občinstvo pogosto ni razumelo njihove glasbe in obnašanja, zato so bili velikokrat predmet posmeha. Ker je veliki skupini primanjkovalo denarja in zaradi notranjih nesoglasij je leta 1969 razpadla, vendar so se mnogi člani pozneje še pridružili Zappi. Ostali posnetki tega obodbja so bili zbrani na albumih Weasels Ripped My Flesh (1969) in Burnt Weeny Sandwich (1970).
Po tem, ko je razpustil prvotno zasedbo Mothers, je Zappa posnel solo instrumentalni album Hot Rats z močnimi vplivi jazza, bluesa in R&B-ja. Z njim so med drugimi igrali tudi violinist Don »Sugarcane« Harris, bobnar John Guerin, multi-instrumentalist Ian Underwood in basist Shuggie Otis. Ta album je ostal eden njegovih najbolj popularnih in najdostopnejših širšemu občinstvu, pomembno je vplival tudi na nadaljnji razvoj jazz fusiona.
Tisti čas je sodeloval tudi na dvojnem albumu Trout Mask Replica Captaina Beefhearta (ki je sodeloval na Hot Rats), prav tako pa tudi na albumih Alica Coopra, Tima Buckleya, Wild Man Fischera in The GTOs.

### Sedemdeseta
V začetku sedemdesetih je Zappa sestavil novo zasedbo The Mothers. Med njenimi člani so bili britanski bobnar Aynsley Dunbar, jazz klaviaturist George Duke, bivši član The Mothers Ian Underwood, Jeff Simmons (bas, ritem kitara) in trije člani The Turtles: basist Jim Pons, ki je bil pred tem pevec v skupini The Leaves, ter pevca Mark Volman in Howard Kaylan, ki sta zaradi pravnih problemov na odru prevzela ime »The Phlorescent Leech and Eddie« ali krajše »Flo & Eddie«.
Prvi album nove zasedbe je bil Chunga's Revenge, ki mu je sledil soundtrack za film 200 Motels, na katerem je sodeloval tudi The Royal Philharmonic Orchestra. V tistem čsau je član The Mothers tudi George Duke, ki pa je zapustil skupino in se pridružil Cannonballu Adderleyu, zamenjal pa ga je Don Preston, član prvotne zasedbe The Mothers. Slednji je nastopal v filmu, ni pa ustvarjal glasbe zanj.
Temu dvojnemu albumu sta sledili dve live plošči, Fillmore East (junij 1971) in Just Another Band From L.A., na katerem najdemo dvajsetminutno skladbo »Billy The Mountain«, Zappovo satiro na rock opero.
V letih 1971–72 je Zappa izdal dva zelo jazzovska albuma Waka/Jawaka in The Grand Wazoo. Koncem leta 1972 je znova začel koncertirati po turnejah, sprva z zmanjšanim big bandom, s katerim je posnel The Grand Wazoo, imenovanim tudi »Petit Wazoo«. Pozneje je sestavljal razne skupine, katerih člani so bili med drugimi tudi Ian Underwood (klaviature, pihala), Ruth Underwood (vibrafon, ksilofon), Sal Marquez (trobenta, vokal), Napoleon Murphy Brock (saksofon, flavta, vokal), Bruce Fowler (pozavna), Tom Fowler (bas kitara), Chester Thompson (bobni), Ralph Humphrey (bobni), George Duke (klaviature, vokal) in Jean-Luc Ponty (violina) .
Nadaljeval je s tržno uspešnimi jazz fusion albumi One Size Fits All, Apostrophe, Over-Nite Sensation in Roxy & Elsewhere, ki jih je posnel z The Mothers, katere člani so se stalno menjavali.
V sredini sedemdesetih je Zappa pripravil posnetke za box set štirih LP-jev Läther, na katerem so zbrani vsi Zappovi stili, od rocka do klasike in jazza. Založbo Warner Bros. Records je izdajo zbirke zavrnila, zato je Zappa dovolil radijski postaji KROQ v Los Angelesu, da skladbe kljub temu predvaja, da bi si jih poslušalci lahko posneli na kasete. Zbirka Läther je bila izdana posthumno, šele leta 1996.
Leta 1975 je imel dva koncerta v Jugoslaviji, 21. novembra v Zagrebu, 22. novembra pa je s skupino nastopil tudi v ledeni dvorani ljubljanske Hale Tivoli - oblečen v do tal segajoč plašč in z volneno kapo na glavi. Zappa je ta dva koncerta poimenoval Mothers of Invention Yugoslavian Extravaganza.
L. 1976 je bilo konec sodelovanja med Zappo in njegovim dolgoletnim menedžerjem Herom Cohenom. Njun razdor je bil med drugim tudi posledica spora z založbo Warner Bros..
V poznih sedemdesetih se je Zappa dvakrat pojavil na popularnem šovu Saturday Night Live televizije NBC. Decembra 1976, ko so ga povabili kot glasbenega gosta, je Zappa improviziral z Johnom Belushijem. L. 1978 pa se je pojavil kot igralec v različnih skečih.
L. 1979 je Zappa izdal dva kontroverzna albuma Sheik Yerbouti in Joe's Garage. Slednji govori o prepovedi svobode govora. Na tem albumu je Zappa uporabil t. i. ksenohronijo, mešal je studijske in koncertne posnetke. Po reviji Modern Drummer je Joe's Garage imenovan za enega od 25-ih najboljših bobnarskih posnetkov vseh časov. Sheik Yerbouti je bil tržno uspešen predvsem zaradi pesmi »Bobby Brown (Goes Down)«, ki so jo na ameriških radiih zaradi kontroverznega besedila prepovedali, v Evropi pa se je album dosegel visoko mesto na mnogih glasbenih lestvicah. Popularen je bil še dolgo po izdaji, saj je leta 1992 znova pristal na norveški lestvici.

### Osemdeseta
L. 1981 je Zappa izdal dvojni album You Are What You Is, ki je tako kot mnogi njegovi predhodniki, postal znan po značilnem ciničnem humorju. Prav tako je znan po tem, da je na njem nastopil kitarski virtuoz Steve Vai, ki je z Zappo sodeloval na turneji jeseni 1980. Še istega leta je bil izdan live album Tinsel Town Rebellion. Na tem je Zappa uporabil sprechstimme, mešanico med pripovedovanjem in petjem, ki sta jo prva uporabljala Arnold Schönberg in Alban Berg.
Tega leta je Zappa izdal tri instrumentalne albume Shut Up 'N Play Yer Guitar, Shut Up 'N Play Yer Guitar Some More in The Return of the Son of Shut Up 'N Play Yer Guitar, katerih imena nakazujejo, da se je Zappa na njih osredotočil na svoje kitaristično delo, tudi improvizacijo. Posneti so bili na koncertih v letih 1977–1980. Pozneje so bili izdani v skupnem paketu. L. 1988 sledi nadaljevanje tega albuma s posnetki iz let 1981–1982 in 1984, Guitar. Tretji kitaristični album je Trance-Fusion, ki ga je Zappa končal tik pred smrtjo, izdan pa je bil leta 2006. Posnet je bil v letih 1979–1980.
Maja 1982 je izdal Ship Arriving Too Late to Save a Drowning Witch, na katerem je tudi njegov najbolj prodajan singl »Valley Girl«, ki se je zavihtel na 32. mesto na Billboard lestvicah. Zappova hčerka Moon Unit se je v improviziranem besedilu posmehovala iz zoprnega slenga najstnic iz doline San Fernando.
Naslednje leto je sledila izdaja dveh različnih projektov, prvi je bil rock album The Man From Utopia, na katerem je Zappa v pesmih »Dangerous Kitchen« in »The Jazz Discharge Party Hats« uporabil t. i. sprechstimme, ki ga je uvedel na Tinseltown Rebellion. Drugi album je bil prvi Zappov izdelek, ki ga je v celoti izvedel orkester. Na seriji albumov London Symphony Orchestra je dirigiral Kent Nagano. Zappa z orkestrom ni bil zadovoljen, saj izvedbe niso bile popolne. Pred snemanjem skladbe »Strictly Genteel« je del orkestra odšel na pijačo, zato je bilo veliko dela s poznejšim urejanjem posnetka, da je Zappa dosegel primerno različico.
Proti koncu kariere se je Zappa veliko ukvarjal s synclavierjem. L. 1984 je v roku nekaj mesecev izdal več albumov: Boulez Conducts Zappa: The Perfect Stranger, Thing-Fish, Francesco Zappa, Them or Us. Na albumu Francesco Zappa je Zappa s synclavierjem izvedel dela istoimenskega italijanskega baročnega skladatelja. Ni dokazov, da bi bila Frank in Francesco v sorodu.
Album Jazz From Hell iz leta 1986 je Zappi prinesel prvega grammyja v leta 1988 za najboljši album instrumentalnega rocka. Razen ene kitarske solaže, je bil album narejen izključno s synclavierjem. Čeprav je album instrumentalen je bil pri Meyer Music Markets prodajan z oznako neprimernih besedil (oznaka, ki jo je vpeljala RIAA v sodelovanju s PMRC, odborom, ki je menil, da rock in ostale popularne zvrsti glasbe spodbujajo nasilje, samomore ipd. pri mladini).
Njegova zadnja turneja z rockovskim bendom je potekala leta 1988 z dvanajstčlansko zasedbo, ki pa je zaradi notranjih nesoglasij razpadla, še preden je bila turneja končana. Posnetki s turneje so zbrani na albumih Broadway The Hard Way, The Best Band You Never Heard in Your Life (na njem so zbrane priredbe raznih svetovnih uspešnic od »Stairway to Heaven« do Boléra itd.), Make a Jazz Noise Here (predvsem eksperimentalna glasba). Nekaj posnetkov s te turneje je mogoče najti tudi na You Can't Do That on Stage Anymore, Vol. 4 in 6.
V poznih osemdesetih se je Zappa zelo začel zanimati za politiko in je svoje mlajše oboževalce tudi spodbujal k volitvam. Premišljeval je tudi o kandidaturi za predsednika ZDA.
V tem času je Zappa izdal mnoge izmed svojih klasičnih albumov iz šestdesetih, sedemdesetih in osemdesetih, na novem mediju - CD-ju v posodobljeni različici. Nekateri obnovljeni posnetki so doživeli negativne kritike, saj je Zappa ponekod popravljal dele sklad, ki so bili slabše kakovosti, s svojo trenutno skupino. Zaradi teh očitkov je album We're Only In It For The Money izdal dvakrat, drugič s popravljenimi originalnimi posnetki.

### Devetdeseta
V zgodnjih devetdesetih je Zappa na željo češkoslovaškega predsednika in njegovega dolgoletnega oboževalca Václava Havela obiskal Češkoslovaško ter bil povabljen za delo svetovalca pri vladi za trgovino, kulturno dediščino in turizem. Zappa je ponudbo navdušeno sprejel in se začel srečevati z uradniki različnih korporacij zainteresiranih v vlaganje na Češkoslovaškem. Čez nekaj tednov je ameriška vlada zahtevala, da se dogovor z Zappom prekine, zato ga je Havel imenoval za neuradnega kulturnega atašeja.
Kmalu pa je bilo Zappovo politično udejstvovanje postavljeno na stranski tir. Leta 1991 je namreč zbolel za rakom na prostati. Po tem je Zappa na glasbenem področju usmeril v ustvarjanje modernih orkestralnih in synclavierskih del.
Kljub bolezni je v septembru 1992 sodeloval kot gostujoči dirigent z orkestrom »Ensemble Modern« na turneji po Nemčiji in Avstriji, kjer so igrali njegove skladbe z albuma The Yellow Shark.
Tik pred smrtjo, leta 1993 je končal Civilization, Phaze III, večje synclaviersko delo, ki ga je začel že v osemdesetih. V intervjujih je izjavljal, da je s synclavierjem delal na stotinah del, od katerih je večina ostala nedokončanih.
Umrl je v starosti 52 let, 4. decembra 1993, zaradi raka na prostati. Pokopali so ga na neoznačenem grobu na pokopališču Westwood Village Memorial Park Cemetery v Westwoodu, Kalifornija.

## Diskografija
| - Freak Out! (27. junij 1966) - Absolutely Free (26. maj 1967) - We're Only in It for the Money (januar 1968) - Lumpy Gravy (maj 1968) - Cruising with Ruben & the Jets (2. december 1968) - Uncle Meat (april 1969) - Hot Rats (oktober 1969) - Burnt Weeny Sandwich (februar 1970) - Weasels Ripped My Flesh (10. avgust 1970) - Chunga's Revenge (oktober 1970) - Fillmore East - June 1971 (avgust 1971) - 200 Motels (oktober 1971) - Just Another Band from L.A. (marec 1972) - Waka/Jawaka (julij 1972) - The Grand Wazoo (november 1972) - Over-Nite Sensation (september 1973) - Apostrophe (') (marec 1974) - Roxy & Elsewhere (september 1974) - One Size Fits All (junij 1975) - Bongo Fury (oktober 1975) - Zoot Allures (oktober 1976) - Zappa in New York (marec 1978) - Studio Tan (september 1978) - Sleep Dirt (januar 1979) - Sheik Yerbouti (marec 1979) - Orchestral Favorites (maj 1979) - Joe's Garage (september 1979) - Tinsel Town Rebellion (11. maj 1981) - Shut Up 'n Play Yer Guitar (maj 1981) - You Are What You Is (september 1981) - Ship Arriving Too Late to Save a Drowning Witch (maj 1982) - The Man from Utopia (marec 1983) - Baby Snakes (marec 1983) - London Symphony Orchestra, Vol. 1 (junij 1983) - Boulez Conducts Zappa: The Perfect Stranger (avgust 1984) - Them or Us (18. oktober 1984) - Thing-Fish (november 1984) - Francesco Zappa (november 1984) - The Old Masters Box One (april 1985) - Frank Zappa Meets the Mothers of Prevention (21. november 1985) - Does Humor Belong in Music? (januar 1986) - The Old Masters Box Two (november 1986) - Jazz from Hell (november 1986) - London Symphony Orchestra, Vol. 2 (17. september 1987) - The Old Masters Box Three (december 1987) - Guitar (april 1988) - You Can't Do That on Stage Anymore, Vol. 1 (maj 1988) - You Can't Do That on Stage Anymore, Vol. 2 (oktober 1988) - Broadway the Hard Way (14. oktober 1988) - You Can't Do That on Stage Anymore, Vol. 3 (november 1989) - The Best Band You Never Heard in Your Life (april 1991) - You Can't Do That on Stage Anymore, Vol. 4 (14. junij 1991) - Make a Jazz Noise Here (junij 1991) - Beat the Boots (julij 1991), 8 plošč, v paketu ali posamično: - As an Am (posneto 1981–1982) - The Ark (posneto 1969) - Freaks & Motherfu*#@%! (posneto 1970) - Unmitigated Audacity (posneto 1974) - Anyway the Wind Blows (2 plošči) (posneto 1979) - 'Tis the Season to Be Jelly (posneto 1967) - Saarbrucken 1978 (posneto 1978) - Piquantique (posneto 1973) - Beat the Boots II (junij 1992), 8 plošč (samo v paketu): - Disconnected Synapses (posneto 1970) - Tengo Na Minchia Tanta (posneto 1970) - Electric Aunt Jemima (posneto 1968) - At the Circus (posneto 1978) - Swiss Cheese/Fire! (2 plošči) (posneto 1971) - Our Man in Nirvana (posneto 1968) - Conceptual Continuity (posneto 1976) - You Can't Do That on Stage Anymore, Vol. 5 (julij 1992) - You Can't Do That on Stage Anymore, Vol. 6 (julij 1992) - Playground Psychotics (oktober 1992) - Ahead of Their Time (marec 1993) - The Yellow Shark (z Ensemble Modern) (november 1993) | - Civilization, Phaze III (december 1994) - The Lost Episodes (februar 1996) - Läther (september 1996) - Frank Zappa Plays the Music of Frank Zappa: A Memorial Tribute (oktober 1996) - Have I Offended Someone? (april 1997 ) - Mystery Disc (september 1998) - Everything Is Healing Nicely (december 1999) - FZ:OZ (16. avgust 2002) - Halloween (4. februar 2003) - Joe's Corsage (30. maj 2004) - QuAUDIOPHILIAc (14. september 2004) - Joe's Domage (1. oktober 2004) - Joe's XMASage (21. december 2005) - Imaginary Diseases (13. januar 2006) - Trance-Fusion (24. oktober 2006) - The Making Of Freak Out! Project/Object (5. december 2006) - The Making Of Freak Out! Project/Object (deluxe) (12. december 2006) - The Frank Zappa AAAFNRAA Birthday Bundle (15. december 2006 (eksluzivno na iTunes) - Buffalo (album)\|Buffalo (1. april 2007) - The Dub Room Special (24. avgust 2007) - Halloween (februar 2003), v živo v New Yorku, 1978, DVD-avdio - Does Humor Belong In Music? (oktober 2003), v živo v New Yorku, 1984, DVD-video - Baby Snakes (januar 2003), v živo v New Yorku, 1977, DVD-video - QuAUDIOPHILIAc (september 2004), DVD-avdio - The Dubroom Special (november 2005), DVD-video |